# Distretto di El Omaria
Il distretto di El Omaria è un distretto della Provincia di Médéa, in Algeria.

## Comuni
Il distretto di El Omaria comprende 3 comuni:
- El Omaria
- Baata
- Ouled Brahim